# Френні
Френні (англ. Frannie) — місто (англ. town) в США, в округах Біґ-Горн і Парк штату Вайомінг. Населення — 145 осіб (2020).

## Географія
Френні розташоване за координатами 44°58′16″ пн. ш. 108°37′14″ зх. д. / 44.97111° пн. ш. 108.62056° зх. д. (44.971029, -108.620540).  За даними Бюро перепису населення США в 2010 році місто мало площу 1,15 км², уся площа — суходіл.

## Демографія
Згідно з переписом 2010 року, у місті мешкало 157 осіб у 70 домогосподарствах у складі 50 родин. Густота населення становила 137 осіб/км².  Було 77 помешкань (67/км²).
Расовий склад населення:
| - 95,5 % — білих - 1,9 % — корінних американців - 1,9 % — чорних або афроамериканців |

До двох чи більше рас належало 0,6 %. Частка іспаномовних становила 7,6 % від усіх жителів.
За віковим діапазоном населення розподілялося таким чином: 21,7 % — особи молодші 18 років, 61,7 % — особи у віці 18—64 років, 16,6 % — особи у віці 65 років та старші. Медіана віку мешканця становила 43,3 року. На 100 осіб жіночої статі у місті припадало 121,1 чоловіків;  на 100 жінок у віці від 18 років та старших — 105,0 чоловіків також старших 18 років.
Середній дохід на одне домашнє господарство  становив 45 166 доларів США (медіана — 43 750), а середній дохід на одну сім'ю — 48 732 долари (медіана — 50 208). За межею бідності перебувало 19,4 % осіб, у тому числі 28,6 % дітей у віці до 18 років та 8,0 % осіб у віці 65 років та старших.
Цивільне працевлаштоване населення становило 62 особи. Основні галузі зайнятості: публічна адміністрація — 21,0 %, будівництво — 21,0 %, роздрібна торгівля — 16,1 %, транспорт — 11,3 %.
За даними перепису 2000 року,
на території муніципалітету мешкало 209 людей, було 74 садиб та 54 сімей.
Густота населення становила 187,7 осіб/км². Було 85 житлових будинків.
З 74 садиб у 39,2% проживали діти до 18 років, подружніх пар, що мешкали разом, було 59,5%,
садиб, у яких господиня не мала чоловіка — 5,4%, садиб без сім'ї — 27,0%.
Власники 21,6% садиб мали вік, що перевищував 65 років, а в 9,5% садиб принаймні одна людина була старшою за 65 років.
Кількість людей у середньому на садибу становила 2,82, а в середньому на родину 3,35.
Середній річний дохід на садибу становив 33 750 доларів США, а на родину — 37 500 доларів США.
Чоловіки мали дохід 29 107 доларів, жінки — 14 375 доларів.
Дохід на душу населення був 14 541 доларів.
Приблизно 5,8% родин та 7,1% населення жили за межею бідності.
Серед них не було осіб до 18 років, і 24,1% тих, кому понад 65 років.
Середній вік населення становив 33 років.